# Ferrari F430
Ферари F430 е спортен автомобил на италианския производител Ферари, който замества своя предшественик 360. Автомобилът дебютира през 2004 г. на Автосалона в Париж. Конструкцията на F430 в голяма степен се базира на тази на 360, дори двата автомобила носят един и същ вътрешнозаводски индекс (F131). Средната цена на Ферари F430 е между 168 000 и 227 000 щ.д. в САЩ и около €175 000 в Европа.

## Характеристики

### Дизайн
Дизайнът на купето е по-заоблен и аеродинамичен в сравнение с този на 360. Въпреки че коефициентът на въздушно съпротивление не е променен, аеродинамичната сила на притискане е увеличена значително. В дизайна участват множество характерни за марката елементи, като например задните светлини и отворите за парното от Enzo. Името на автомобила е гравиран на шофьорското огледало за задно виждане в стил Testarossa. Отворите в предната броня напомнят за моделите от 1960-те години, като болида от Формула 1 Ферари 156 и болида на Фил Хил от 24-те часа на Льо Ман Ферари 250 TR 61.
Формата на купето генерира притискателна сила от 300 кг при максимална скорост на автомобила без задно антикрило.

### Двигател и силово предаване
F430 има нов 4,3-литров V-образен, 8-цилиндров, бензинов двигател. Този двигател е повратна точка в моторния дизайн на компанията, тъй като всички негови предшественици са производни на двигателя Dino, който датира още от 1950-те години. Тази 50-годишна еволюция завършва с новия V8 мотор, чиято архитектура ще бъде използвана и за бъдещите 12-цилиндрови двигатели. Показателите на двигателя са: мощност 483 к.с. (360 kW) при 8500 об./мин. и въртящ момент 465 Nm при 5250 об./мин.
За първи път в F430 се вгражда компютърно контролираният блокируем диференциал E-Diff, който регулира разпределението на въртящия момент между задните колела на базата на различни данни, като например позицията на волана и страничното ускорение на автомобила.
Нововъведение е и 5-позиционният ключ manettino за промяна на поведението на автомобила. Той е монтиран на волана и контролира поведението на системата за стабилност, електронното окачване „Skyhook“, чувствителността на педала на газта, смяната на предавки и работата на диференциала. Системата е подобна на разработената от Land Rover „Terrain Response“.
Трансмисиите също са обновени, кутията е от алуминий и помества едновременно и електронния диференциал, коничното крайно предаване и масления картер на двигателя. При механичната скоростна кутия, шестата скорост както и крайното предаване са удължени (т.е. с по-малко предавателно число), така че увеличената мощност на двигателя да бъде оползотворена в максимална степен. Постоянно усъвършенстваната кутия с превключване с лостчета на волана в F430 предлага комфортна плавна смяна на предавките, въпреки краткото време от 150 милисекунди.

### Спирачна система
Спирачките на F430 са разработени в сътрудничество с Brembo. В резултат се предлагат две опции – дискове от богата на молибден чугунена сплав, която има повишено топлоотдаване или въглеродно-керамични дискове. Керамиката има много по-висока устойчивост на високи температури и по-ниско износване в сравнение с металите.

### Динамични показатели
По данни на производителя, F430 ускорява от 0 до 100 км/ч за 4 сек. По традиция обаче Ферари не надценяват автомобилите си с маркетингова цел и така това време лесно може да бъде подобрено. В тест на сп. „Car and Driver“ е постигнато време за ускорение от 3,5 сек., което прави F430 третото най-бързо ускоряващо Ферари, след Enzo и 599 GTB. Това време е постигнато благодарение на системата за стартиране (launch control), която помага на водача при старт от място. Подобно на E-Diff и Manettino, тя отново е взета от болидите от Формула 1, но се вгражда само в европейските модели.
Отношението мощност/маса за F430 е 333 к.с./тон.

## Модификации

### F430 Spider
Spider е откритата версия на F430. Обикновено модификациите с мек покрив са по-тромави от закритите варианти, тъй като липсата на носещи греди, които се крият в тавана, изисква утежняване на конструкцията в пода на автомобила, за да може шасито да запази своята коравина. В ревюто на двете версии на F430 в шоуто Топ Гиър, на пистата откритият автомобил се оказва само с 0,3 сек. по-бавен от закрития, което е истинско постижение.

### 430 Scuderia
Като наследник на Ферари 360 Challenge Stradale, F430 Scuderia е показан за първи път от Михаел Шумахер на Автомобилния салон във Франкфурт през 2007 г. Предназначен да се съревновава с други свръх-олекотени модели като Порше 911 GT3 RS и Ламборгини Gallardo Superlegerra, той е със 100 кг по-лек от стандартния F430 и с увеличена мощност на двигателя до 510 к.с. при 8500 об/мин. Така отношението мощност/маса нараства до 373 кг/тон. В допълнение към това, скоростната кутия разполага с подобрен „Superfast“ софтуер, чрез който смяната на предавки се извършва само за 60 милисекунди. Нова е и системата F1-Trac за контрол на сцеплението. По официални данни, ускорението от 0 до 100 км/ч се постига за 3,6 сек., а максималната скорост е 321 км/ч.

## Сравнение на техническите данни
|                            | Ферари F430               | Ферари F430 Spider        | Ферари F430 Scuderia      |
| -------------------------- | ------------------------- | ------------------------- | ------------------------- |
| Брой цилиндри/клапани      | 8/4                       | 8/4                       | 8/4                       |
| Работен обем (см3)         | 4308                      | 4308                      | 4308                      |
| Мощност (kW/к.с.)          | 360/490 при 8500 об./мин. | 360/490 при 8500 об./мин. | 365/510 при 8500 об./мин. |
| Въртящ момент (Nm)         | 465 при 5250 об./мин.     | 465 при 5250 об./мин.     | 465 при 5250 об./мин.     |
| Ускорение 0 – 100 км/ч (с) | 4,0                       | 4,1                       | 3,6                       |
| Максимална скорост (км/ч)  | 315                       | 310                       | 320                       |
| Среден разход (л/100 км)   | 18,2                      | 18,3                      | -                         |
| Маса (кг)                  | 1450                      | 1520                      | 1350                      |
| Обем на резервоара (л)     | 95                        | 95                        | 100                       |
| Години на производство     | 2004 до 2009              | 2005 до 2009              | 2007 до 2009              |